# Charlie the Unicorn
Charlie the Unicorn is een korte Adobe Flash-animatiefilm gemaakt door Jason Steele van filmbedrijf FilmCow. Het filmpje werd in november 2005 voor het eerst op internet geplaatst en in 2006 op YouTube geplaatst waarna het viral ging en vaak werd bekeken. In 2008, 2009 en 2012 verschenen drie sequels evenals een parodie onder de titel "Charlie teh Unicron".

## Verhaal
Charlie the Unicorn is een cynische en lethargische eenhoorn die door twee andere eenhoorns overtuigd wordt om op een magisch avontuur naar "Candy Mountain" ("Snoepberg") te gaan. Onderweg komen ze onder meer een magische Liopleurodon tegen.

## Ontvangst
De video kreeg tientallen miljoen views en werd alom geprezen. Charlie the Unicorn is kort te zien in de videoclip Pork and Beans van rockband Weezer waarin ook vele andere internetfenomenen langskomen.